# Omeprazol

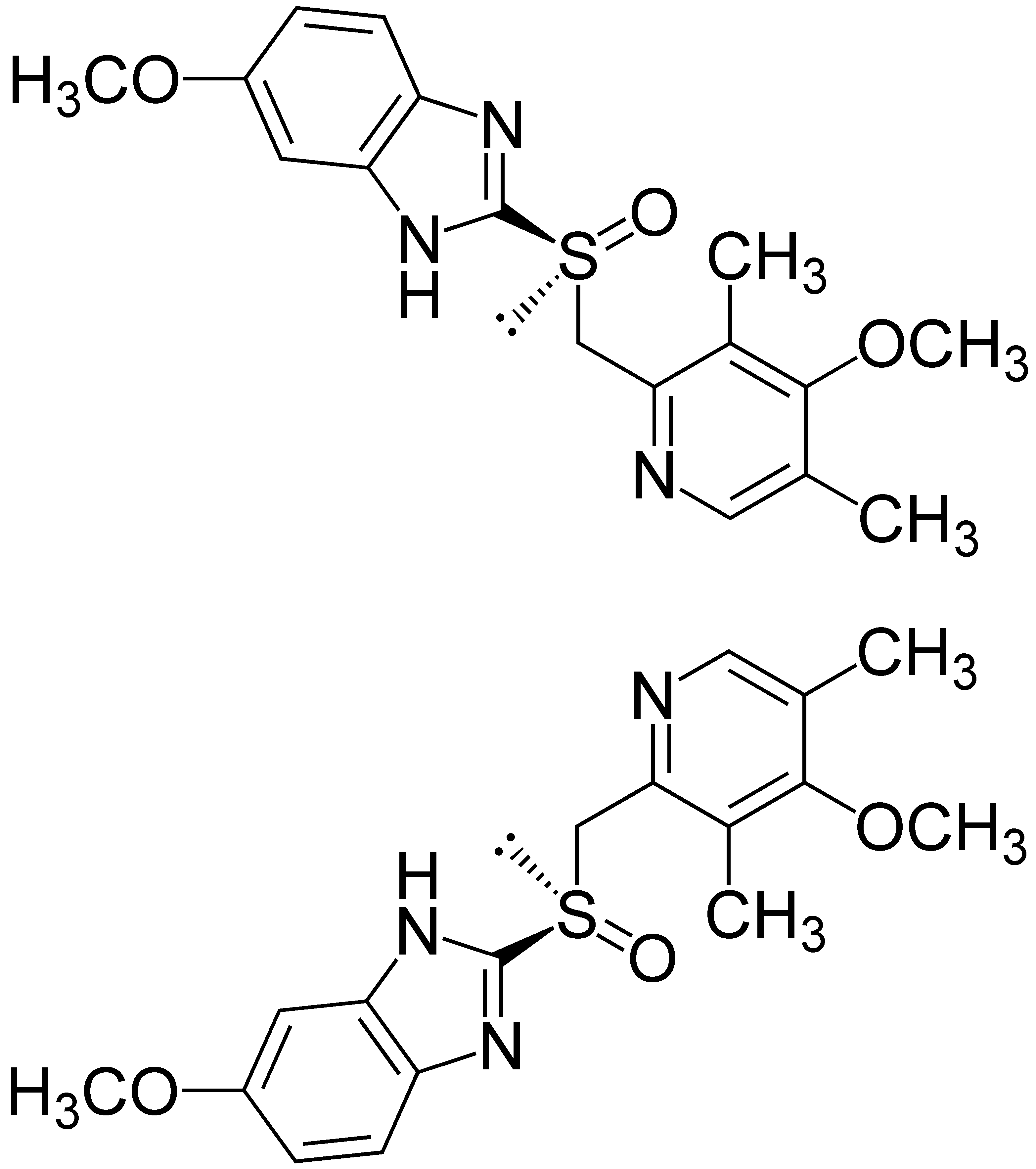
Omeprazol

Omeprazol är en protonpumpshämmare som används för behandling av bland annat duodenalsår, ventrikelsår, refluxesofagit och Zollinger-Ellisons syndrom. Det innehar ATC-kod A02BC01 och är bland annat känt under varumärkesnamnet Losec.

## Historik
Svenska Astra utvecklade och fick 1992 patent på magsårsmedicinen, som de lanserade under namnet Losec. Medicinen tog en stor del av marknaden och omsatte 2001/2002 årligen cirka 29,7 miljarder kronor. 1996 stod Losec för 45 procent av dåvarande Astras hela omsättning.
Sedan Astra Zenecas patent på substansen gått ut finns flera olika generika av omeprazol. Läkemedlet säljs för närvarande i Sverige under handelsnamnen Losec, Omecat, Omestad, Omezyl och Omeprazol, och som veterinärt läkemedel GastroGard, Hippozol och Peptinor. I samband med patentförlusten lanserade Astra Zeneca en efterföljare till Losec: Nexium. Nexium är den renade S-formen av omeprazol medan omeprazol innehåller båda stereoisomererna.
1990 bytte Losec namn till Prilosec i USA på FDA:s begäran. Detta skedde för att undvika förväxling med det diuretiska läkemedlet Lasix (furosemid).

## Behandling avHelicobacter pylori
Omeprazol används i kombination med två olika antibiotika för att slå ut infektioner av Helicobacter pylori under en veckas behandling. Två olika antibiotika används för att förhindra resistensutveckling hos bakterierna. De tre vanligaste kombinationer som finns i Sverige är amoxicillin + klaritromycin + omeprazol eller klaritromycin + metronidazol + omeprazol H. pylori har visat sig vara orsaken till merparten av alla magsår och upptäckten av detta ledde till Nobelpris för forskarna Robin Warren och Barry Marshall.

## Multiple-unit pellet system MUPS
Losec-tabletter är formulerade som ett "multiple-unit pellet system", förkortat MUPS. Beredningen består av ett granulat där varje enskild pellet innehåller omeprazol täckt av en skyddande film. Denna enteriska dragering skyddar kornen i magsäcken och låter dem sedan upplösas i tarmen. Granulatkornen är tillräckligt tåliga för att hålla för tablettslagning och gör det även möjligt att dela tabletterna. 
Startmaterialet för MUPS är mycket små sockerkulor. En suspension innehållande omeprazol sprayas på sockerkulorna och bildar det första lagret. Nästa lager skyddar omeprazol från den enteriska drageringen eftersom denna består av en stark syra. Efter den enteriska drageringen sprayas ytterligare ett lager på för att kornen inte ska klibba ihop. Hela processen utförs i en svävtork där kornen virvlar runt medan de olika suspensionerna sprayas på. Slutprodukten är ett fint granulat som antingen kan blandas med fyllmedel och slås till tabletter eller fyllas på kapslar, en beredningsform som är vanligare i USA.